# エース!
『エース!』は、高橋陽一による日本の漫画。『週刊少年ジャンプ』（集英社）において、1990年1・2号から1991年26号まで連載された。

## 概要
作者の故郷である東京都葛飾区周辺が多く登場する。作者自身が軟式野球部出身であり、各投手の「必殺技」はクロスファイヤー、フォークボール、ナックルボールなど現実世界にある球種が登場する。ただし、キャプテン・副キャプテンクラスには小学生と思えぬ超人的な身体能力を持っている者が多く見られた。また父の死や弟の略取など一部で重いテーマが織り込まれている。
メジャーリーガーの岡島秀樹が影響を受けるなど人気を一部で得たが、当時ピークを迎えていた『週刊少年ジャンプ』において他の人気作に押され、地区大会準決勝終了をもって打ち切られた。決勝戦及び最終回の内容は『1991 Summer Special』から『1992 Winter Special』にかけて全3話で連載され、都大会以降は単行本最終巻巻末のエピローグにて結果のみが語られた。

## あらすじ
城東地区にある小学校野球チームである若宮小学校野球部（若宮ファイターズ）は今年の城東地区の野球大会で優勝をしないと廃部となる危機に晒されていた。しかも、野球に熱意のあるキャプテンのために練習が厳しく退部者が続出したため、野球部員が6人で、出場最低人数である9人に達していなかった。そんな中、幼いころから投手として父親から特訓を受けてきた相羽一八が若宮小学校に転校してきた。

## 登場人物

### 城東地区の野球チーム

#### 若宮ファイターズ
昨年は地区大会初戦敗退。今年の地区大会で優勝しないと廃部になる。合言葉は「燃えよ闘志」。
相羽一八
- 左投左打 投手/中堅手

父から投手として特訓を受けていた投手。しかし、実父を野球の試合中に落雷で失い、叔父は実父の投球で失明に追いやってしまったため、「野球に呪われた血筋」に生まれたとして祖父から野球を止めるように言われ、転校先の若宮小学校では陸上部に入る。しかし若宮ファイターズナインの野球への情熱に触れ、野球への復帰を決意。センターとして出場の後投手に戻る。足の速さは若宮小学校では飛田に次ぐ2番目であり、バッティングセンスもある。
投手としては速球派であり、決め球はシューティングクロスファイヤー(右打者への内角への速球)。変化球を取得していることを言及しているが、作中で変化球を投球している場面は存在しない。
真島大将
- 右投右打 投手/捕手/左翼手

主将。投手としては変化球として縦のカーブを投げることができる。足の速さは若宮小で飛田、一八に次ぐ3番目。野球への熱意は人一倍で、野球をバカにする者を許さない。しかし、勉強は苦手。
領南バファローズ戦では先発で登板し、7回に無死満塁で2番竹本に投手強襲ヒットで右足を負傷し、マウンドを一八に譲って左翼の守備に就き、飛田は中堅へ回る。
花園ヤンキース戦では、途中で左手を負傷した末吉に代わって捕手に就き（末吉はレフトの守備に就く）、決勝本塁打を放った。
野本博士
- 右投右打 二塁手

登場時は元部員だったが、塾の模試で満点を取れば野球を再開していいという親との約束を果たしたため野球部に復帰。当然のことながら、学業は優秀。
野球理論に詳しい。二塁の守備力は高く、守備範囲も広い。バント、バスターなど2番打者に適した技術もある。
内山信二
- 右投右打 一塁手

チームで一番大きな体をしている。一八が転校してくるまでは、4番打者だった。
大会当初はスランプに悩まされていたが一ノ瀬レッズ戦のサヨナラ本塁打をきっかけに打撃が復活し、浅香エンゼルス戦でもヒットを放った。
飛田俊足
- 左投左打 左翼手/中堅手

若宮小学校陸上部に所属。陸上トレーナーである父親を持ち、50m走の小学校記録を保有。足の速さは若宮小学校では1番。後に野球部に入部。
陸上部からの転向のため野球にはまだ慣れていないが、大会初打席で内野安打を記録。
山田末吉
- 右投右打 捕手/左翼手

チーム唯一の五年生。捕手としてはキャッチングセンスがあるが、リードは甘い。小柄ながら脳震盪を起こしてもボールを放さないなど、根性の持ち主。
決勝戦でヤンキースの4番西田のファウルフライを捕球したとき、勢い余って相手ベンチ内に突っ込み左手を負傷した。応急手当をし、次の回の守備では大将が捕手を引き受けて自分は左翼の守備に就いた。
橋本光夫
- 右投右打 三塁手

大活躍したシーンはない。「いや～、見せるねぇ」と言った感嘆のセリフが多い。性格はオッチョコチョイ。決勝での花園ヤンキース戦では、新村卓也のアウトコースへ沈むシンカーをライト前へ2点タイムリーヒットを放った。
伊藤登
- 右投右打 遊撃手

弟に一年生の卓がいる。
谷沢音子
- 右投右打 右翼手

チーム唯一の女性プレイヤー。浅香エンゼルス戦ではランニング本塁打を放つ。この試合では最終回にも安打を放っている。
清宮悦子
相羽一八のクラスメート。地区大会前に若宮ファイターズのマネージャーになる。一八がブルージェイズのエースであったことを若宮小の中で最初に調べ上げた。若宮小に所属する人物の中では一八を最初に見ている。
試合開始前に選手一人が不参加になりかけた浅香エンゼルス戦で清宮が選手として出場することに大将が言及する場面があることから清宮が選手登録されている可能性があるが、清宮は野球選手としての練習は全くしていない。
物語は彼女のナレーションで始まり、彼女のナレーションで完結する。
最終回において、バレンタインデーに初めて異性（一八）にチョコレートを渡している。紙袋の大きさからは本命と思われる。

#### 領南バファローズ
前年の地区大会準優勝チーム。打撃力のあるチーム。
不破直樹
- 右投右打 三塁手

主将で4番打者。天然パーマのような髪型。
若宮小への偵察時、大会の第1打席で大将から本塁打を放っている。
一八曰く「全国レベル」の打撃のようだが、一八との対戦時は三振を喫している。
準決勝、決勝戦では美里、牛山、向井らとスタンドで観戦している。
美里龍二
- 左打 中堅手

3番打者。長髪で髪を後ろに結んでいる。
安打製造機と呼ばれるアベレージヒッター型の打者で、初球は様子を見るタイプ。最終打席以外は安打を記録している（うち一打席は三塁到達前に一八の返球でアウト。記録上は二塁打）。
城東地区大会で一八が初めて対戦し、三振を奪った相手。
牛山牛太郎
- 右投右打 右翼手

5番打者。大柄な体の長距離打者で、強肩も持ち味だが鈍足。「うっしししし」と笑い、語尾には「○○なんだなモ～。」が付く。角のような髪が帽子からはみ出ている。
前年度は、盲腸のため大会不参加。
初戦で、大将から2本の本塁打を放っている(一八の好守に阻まれたが、事実上3打席連続)。一八からは三振を喫し試合終了、悔しさのあまり試合後の整列時まで号泣し続けていた。このコメディータッチのシーンは後にキャプテン翼ワールドユース編でもキャラクターを変えて流用された。
向井
- 左投左打 投手

エースで9番打者。シュートが決め球。
初戦では完投するも7失点。しかし、不破から「向井はよく投げた」とねぎらいの言葉をかけられた。最終回の打席でヒットを放つ。
竹本
- 右投右打 捕手

2番打者。初回にレフトへのヒット性の当たりをファイターズの飛田に好捕される。最終回にはピッチャー強襲ヒットでファイターズの大将の足を直撃して1打点を挙げて、マウンドから引きずり降ろす。
小沢
- 右投右打 左翼手

1番打者。初回にヒット性の当たりをファイターズの二塁手野本の好守に阻まれて「ヒット1本損した！」と悔しがる。最終回には無死一、二塁の場面でヒットで繋ぎ、無死満塁と逆転のチャンスを作る。
水上
- 左投左打 一塁手

6番打者。大将から1本ヒットを放っている。

#### 一ノ瀬レッズ
前年の地区大会準決勝進出チーム。フォークが決め球の投手である赤城一平を擁する。
赤城一平
- 左投左打 投手

5年生だった前年からエースで、ストレート一本で準決勝まで進んだ。6年生になった今大会では新たに習得したフォークボールを武器に勝ち進む。
長身を生かした角度のあるストレートも武器のようだが、対策をしたファイターズ打線には当てられていた。
21イニング連続無失点で、一八からもフォークで三振を奪うが、デブとバカにしていた内山にフォークを打たれ敗戦。しかし9回まで投げ抜くスタミナと握力があるなど小学生離れした実力である。

#### 浅香エンゼルス
超スラッガー酒井光次郎を擁するチーム。
酒井光次郎
- 右投右打 外野手

親が酒造会社を経営しており、幼少時から飲酒していた。彼の利き酒(誤飲によるものだが)で父の会社の業績が急回復、その後も新商品の利き酒を行いヒット商品を連発させた。
お酒を飲むと強くなると信じており、1、2回戦は連続サヨナラ本塁打を放っていた（一回戦は「風邪をひいて卵酒を飲んだ」と言ってごまかし、二回戦では酒嫌いの監督を大酒飲みに仕立て上げ、「監督がベンチに持ってきた酒を水と間違えて飲んでしまった」事にしてごまかし、結果監督が審判に平謝りするはめになった）。
初打席で一八からホームランを打つも、次の打席では一八に三振を喫したショックで嘔吐、禁酒を誓う。野球に対し真剣になったようだが、その試合では一八から二度とヒットを記録できず。
肩が強く、投手として1イニング打者3人から3奪三振を記録している。
後に未成年の飲酒表現が問題視され、｢親の飲料会社が発売する薬草入りのスタミナドリンクを愛飲し、そのため薬草ドリンクに酔ってしまう体質になった｣という設定になった。
三沢忍
- 右投右打 外野手

9番打者。音子に対し当初は「人数合わせ」だと言っていたが試合後には音子を認めわかりあう。ネクストサークルで光次郎と会話をすると、最後に必ず尻を叩かれる。
一八からは死球による出塁と、ポテンヒットで2度出塁している。
栗林
- 右投右打 投手

エース。大会当初は打ち込まれていたようだが、ファイターズ戦は好投。
試合途中で一度、光次郎のリリーフを仰ぐも以降は最終回まで投げ抜いた。

#### 台場ダーティードラゴンズ
大会初参加のチーム。略称としてD.D.Dと表記されている。剛速球投手である間崎竜と超スラッガーの鷲尾虎太郎を擁するチーム。黒のユニフォームとチーム名の「ダーティー」から、勝つためには手段を選ばない不良チームのような印象を他のチーム（ファイターズの面々含む）に与えていたが、「ダーティー」には「泥まみれのユニフォーム」のような意味が込められており、たとえ下手でも、泥だらけになっても一生懸命大好きな野球をやろうという思いでネーミングされた。チーム全体の力はお世辞にも高いとは言えず、虎太郎が合流するまでは完全に竜のワンマンチームだった（その竜自体、後述の事情により力をセーブした投球しかできなかった）。
なぜ前年度まで参加できなかったのかについての描写はない。
間崎竜
- 右投右打 投手

主将兼監督。その剛速球のため、虎太郎ではない控え捕手の茂では全力投球時の7割程度の球しかキャッチングできない。
鷲尾虎太郎と同じく、幼い時に両親をなくしている。汚いプレイや野次を飛ばしたり、飛ばされたりすることは大嫌い。チームメイトが敵チームに野次を飛ばそうものなら、容赦なく怒鳴るほど。
決め球のストレートは「ドラゴンフライ」と名づけられている。ネーミングの由来はトンボではなく、「竜が舞う」からだという。
桐生真也と投球フォームが似ていると一八が発言している。
鷲尾虎太郎
- 右投右打 捕手

D.D.Dの正捕手。大柄な体格ゆえに、球審から「本当に小学生か？」と問いただされたり、ファイターズからは「バファローズの牛山よりでかいんじゃないのか」と言われている。カツオ漁が長引いたため準々決勝からの参加になった。
悪球打ちで、一本釣り打法ができる。長いバットは敬遠の球を打つためのもの。一八のシューティングクロスファイヤーを最初に体験した打者。
向一馬
D.D.Dの情報屋。選手としては登場しないが各チームの情報を細かく調べ上げている。
ファイターズVSヤンキース戦では、自分の調べあげたノートを清宮に提供した。

#### 花園ヤンキース
昨年の地区大会優勝チーム。変化球投手である新村卓哉を擁するチーム。
前年の都大会では決勝で調布ブルージェイズに敗れた事が、同チームの監督の台詞から示唆されている。ブルージェイズ監督の評価は「確かにあそこは良いチームだが、お前（桐生真也）がわざわざ偵察に行くまでもあるまい」との事。前年はブルージェイズに所属していたはずの一八がヤンキースの面々を知らない事から、両チームの対戦時には既に一八はチームを離れていた。
新村卓哉
- 左投左打 投手

サイドスローの左腕。7色の変化球を操る。
ファイターズとの決勝戦では先発。3回戦ではリリーフの描写もある。
ナックルボールはブルージェイズまで温存する予定だったが、ファイターズとの決勝戦で使用した。しかし、多投すれば握力を失う変化球投手の宿命を背負っており、大将にサヨナラ本塁打を浴びる。
西田
- 右投右打 捕手

4番打者。決勝まで勝ち上がった事で、不破、牛太郎、光次郎を抑えて自動的に大会ホームラン王の座を手中にするが、三人は「試合数が多ければ俺たちだって!」と悔しがっていた。
一八からも第一打席で満塁本塁打を放っているが、二打席目以降はノーヒット。
いつも新村の投球解説に驚いていることから、リード面はあまり優れていない。
新村隼人
- 右投右打 中堅手

1番打者。新村卓哉の1歳下の弟で、ファイターズとの決勝戦では初回にヒットを放ち、盗塁して相手の野選を誘ったりと西田の満塁本塁打のお膳立てした。しかし、二打席目以降は出塁出来ず。
松本
- 右投 投手

2番手投手。1、2回戦で好投し、3回戦では新村卓哉のリリーフを仰いだ。
根本
- 右投右打 二塁手

2番打者。送りバントの名人で、決勝では初回に捕手前のバントで野選を誘う。
池山
- 右投右打 遊撃手

3番打者。決勝では初回無死一、三塁でセカンドゴロとなるが、二塁手がバックホームしたのを見て三塁走者の隼人が帰塁して野選を誘い、無死満塁とする。
江藤
- 左投左打 一塁手

5番打者決勝戦では初回、西田に満塁本塁打を打たれて開き直ったファイターズのエース相羽一八に抑えられ、以降の各打者が無安打に抑え込まれる要因となった。

#### 青戸ジャッカルズ
毎年、地区大会の優勝候補に挙げる強豪校。
村田真吾
中心打者。今大会では初戦でD.D.Dに敗れ、間崎竜にノーヒットノーランを許す。準決勝、決勝戦をスタンドで観戦しており、竜の実力の高さを主張していたが、不破直樹から一八の実力を聞かされたことで、一八にも驚愕する。

#### 小菅ベアーズ
領南バファローズ並みの打撃力を誇るチーム。
広沢力
中心打者。準決勝で花園ヤンキースと対戦するが、新村卓哉の変化球に対応できず敗退。ノーヒットノーランを許す。

### その他の野球チーム

#### 調布ブルージェイズ
昨年の全国優勝チーム。全国から天才野球少年が集まる。都大会決勝でファイターズに1-0で敗れた事が語られている。
桐生真也
- 右投右打 投手

小学生にして甲子園常連校からスカウトを受ける天才投手。背番号は18。
一八とはエースの座を争い、一度は敗れたライバルで、一八が滅多打ちされた後もその実力を信じている。一八が若宮ファイターズでプレイしている事を知り、偵察と、一八の応援のため城東地区予選を観戦に来た。一八がピンチに陥った時には観客席から声援を送っている。
地区大会決勝ではノーヒットノーランを記録。
間崎竜と投球フォームが似ている。

#### 土佐ブルドッグス
沢松二三八
- 右打

一八の双子の弟で、二十三日に生まれた一八の弟ということで名づけられた。一八の実父に選手生命を奪われた恨みから叔父が拉致し、その復讐を息子である一八へぶつけるため、必殺技｢殺人強襲打法｣(相手投手への意図的な顔面強襲ヒット)などの英才教育を施した。
全国大会で対戦(エピローグで、結果のみの回想)、1-0で敗れた。その後和解したようで、一八に年賀状を送っている。

### 一八の家族関係
相羽真也
一八・二三八の実父。大学野球で投手として活躍し、幼馴染みの交際女性（香）の兄である沢松隆志とはライバル関係にあった。しかし失投で隆志を失明・引退に追いやったことで責任を感じ引退、八五郎にも恨まれ香とも駆け落ちせざるを得なくなる。一八に野球を教えているうちに情熱が再燃、実業団の野手として再起するも復帰初戦で落雷をバットに受け死亡。連載開始時点で物故者。
相羽香
一八・二三八の実母。八五郎に恨まれた真也に付き従い駆け落ちしたため勘当となり、その後一八たちを産む。夫の死にショックをうけ体を壊して実家に戻り、動転した状態で一八に野球をやめるように哀願。しかし野球を失ったことで元気をなくした一八の様子を知って思い直し、以後一八のサポートに回った。
沢松八五郎
一八の祖父で、香・隆志の父。彼自身の言によれば「野球で人生に挫折した者」である。若宮小学校野球部の初代監督。隆志の洋々たる野球人生を潰した真也(克也)を恨み、彼を出入り禁止するとともに彼と駆け落ちした娘を勘当にした。香・一八が実家に戻る条件として一八が野球を断念することを強制したが、一八の情熱に押され撤回。以後は一八の支援者となり、後にファイターズのコーチ役を買って出た（決勝戦で監督に復帰）。現在は示厳流書道の家元として生計を立てている。切れ味鋭い日本刀を所持している。
沢松隆志
香の一年上の兄で二三八の養父。一八・二三八の伯父でもある。大学野球でスラッガーとしてならし、ドラフト一位候補の最右翼であったが死球により失明、引退を余儀なくされ失踪し荒んだ生活を送る。その恨みから二三八を拉致し、真也(克也)に復讐するべく、必殺技｢殺人強襲打法｣(相手投手への意図的な顔面強襲ヒット)を習得させ、一八のライバルとして育て上げた。土佐ブルドッグスの監督であるが現在の生業は不明。高知の野球大会で二三八が殺人強襲打法で一チームの投手3人を病院送りにして相手チーム監督から抗議を受けた時は、監督として「バッティングの基本はピッチャー返し」として正当化した。二三八が一八に年賀状を送っているところを見ると実家との関係は修復した模様。